# Corneliu Coposu
Corneliu (Cornel) Coposu (Romeno: [korˈnelju koˈposu])
(20 Maio 1914 – 11 Novembro 1995)  foi um político romeno cristão-democrata e conservador liberal, o fundador do Partido Nacional Camponês Democrata-Cristão (romeno: Partidul Național Țărănesc Creștin Democrata), o fundador da Convenção Democrática Romena (romeno: Convenția Democrática) e um detido político durante o regime comunista. Seu mentor político foi Iuliu Maniu (1873–1953), o fundador do Partido Nacional Camponês (PNȚ), a organização política mais importante do período entre guerras.
Após a segunda Guerra Mundial, com a proibição dos partidos políticos de oposição ao Partido Comunista, foi preso em Bucareste em 1947 em sua residência. Como preso político passou boa parte da próxima década em cárcere ou realizando trabalhos forçados. Da mesma forma, outros representantes da sociedade não alinhados com ao regime político, como por exemplo a Igreja Greco-Oriental Romena unida à Roma, tiveram seus cardeais e bispos igualmente encarcerados e , na maioria dos casos, faleceram na cadeia ao se recusarem a converterse a Igreja Ortodoxa Romena, única religião permitida pelo governo comunista aos cidadãos étnicos romenos(haviam excessões para minorias étnicas neste quesito).
Ele estudou direito e também trabalhou como jornalista, além da sua atividade política.
Após a queda do regime comunista na Romênia em dezembro de 1989 retomou sua atividade política, tornando-se presidente do refundado Partido Nacional Camponês (PNȚ) e da Assembleia Nacional Romenia (CNR) ,e Senador da República até a sua morte em 1995.
1. ↑  Traynor, Ian (16 de novembro de 1995). «Corneliu Coposu: A peasant in revolt». The Guardian. p. 20A